# Emirmusa, Asarcık
Emirmusa là một xã thuộc huyện Asarcık, tỉnh Samsun, Thổ Nhĩ Kỳ. Dân số thời điểm năm 2010 là 783 người.